# Stellmacher (Familienname)
Stellmacher ist ein deutscher Familienname.

## Herkunft und Bedeutung
Berufsname vom Beruf des Stellmachers (Wagenmachers).

## Namensträger
- Adolf Richard Stellmacher (1831–1907), deutscher Reichsgerichtsrat
- Bernd Stellmacher (* 1944), deutscher Mathematiker
- Dieter Stellmacher (* 1939), deutscher Philologe
- Hermien Stellmacher (* 1959), niederländische Autorin und Illustratorin
- Karl-Ludwig Stellmacher (1909–2001), deutscher Mathematiker
- Michael Stellmacher († 2010), deutscher Journalist